# عين موخنافر (سبع رواضي)
عين موخنافر هي إحدى مشيخات المملكة المغربية، تتبع جغرافيا لإقليم مولاي يعقوب وإداريًا لسبع رواضي. يقدر عدد سكانها بـ 5195 نسمة حسب الإحصاء الرسمي للسكان والسكنى لسنة 2004.